# Lollschied

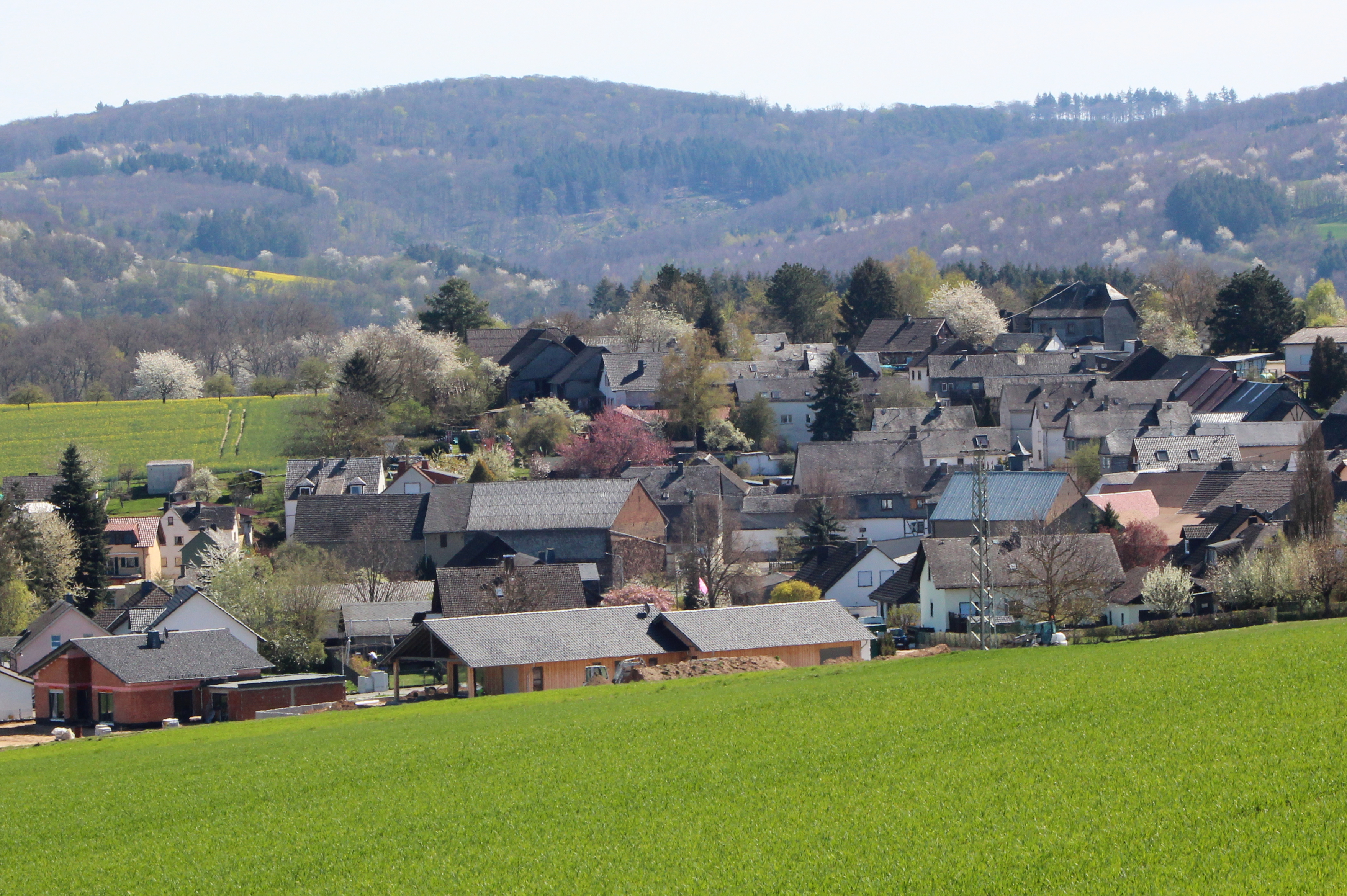
Ansicht von Lollschied

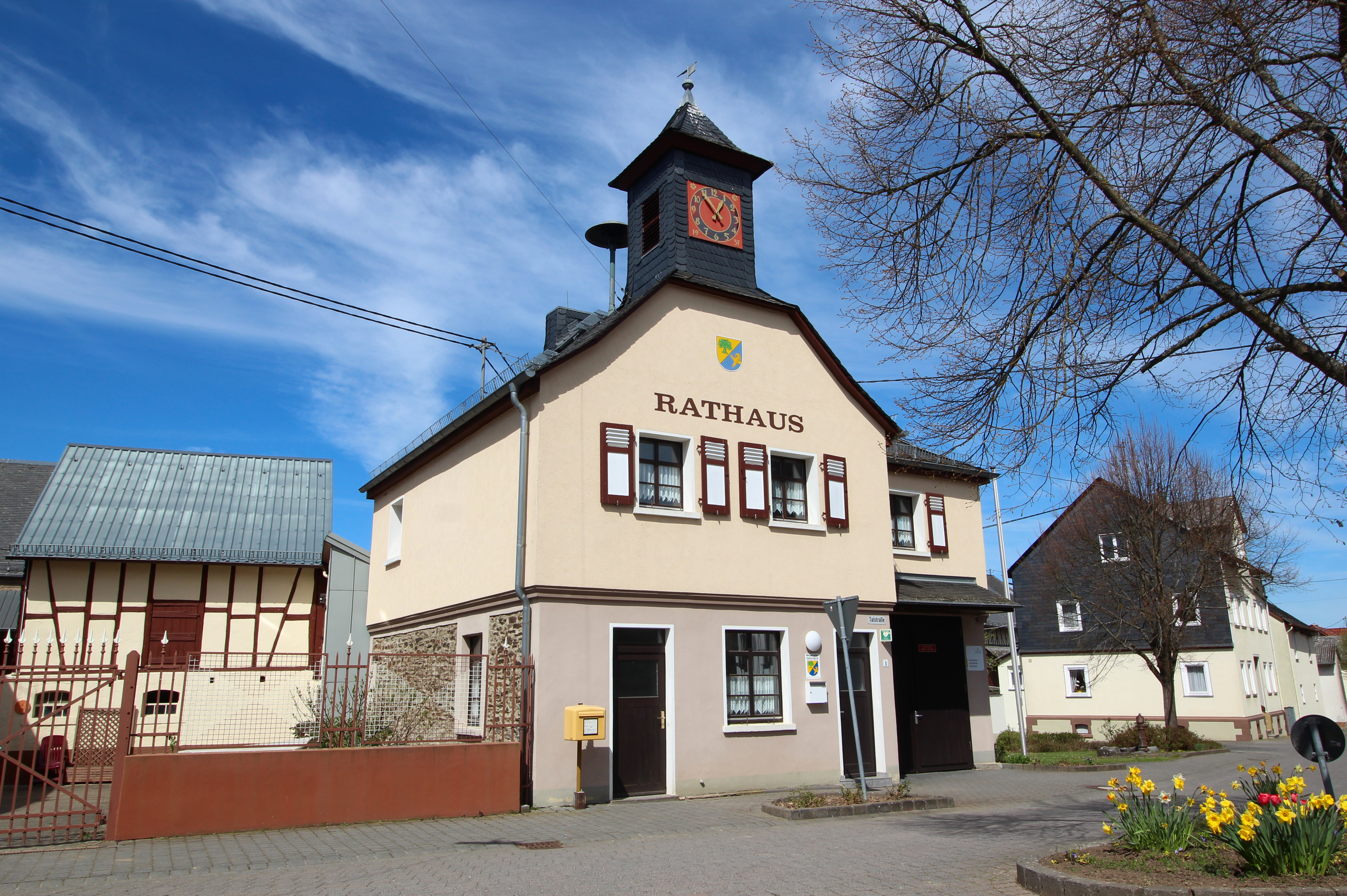
Das Rathaus in Lollschied

Lollschied ist eine Ortsgemeinde im Rhein-Lahn-Kreis in Rheinland-Pfalz. Sie gehört der Verbandsgemeinde Bad Ems-Nassau an.

## Geographie
Lollschied liegt im Naturpark Nassau. Zu Lollschied gehören auch die Wohnplätze Stemmelmühle, gelegen am Hasenbach, und Waldschmidtmühle, gelegen am Dörsbach.

## Geschichte
Die Ersterwähnung Lollschieds datiert auf das Jahr 817. In einer Schenkungsnotiz überträgt ein gewisser „Buzerich“ dem Kloster Fulda sein Eigengut an drei Orten des unteren Lahngebietes, darunter eines in „Lullingesheida“. Aufgrund dieser Entdeckung im Jahr 2009 wurde die für 2010 geplante 750-Jahr-Feier auf 2017 verschoben, und so konnte dann das 1200-jährige Bestehen Lollschieds gefeiert werden. Später wurde der Ort 1260 in einer Erbteilungsurkunde der Grafen von Katzenelnbogen als „Lollenschieder Dinghof“ erwähnt und gehörte ab dem 14. Jahrhundert zum „Vierherrischen“ Gebiet. Anschließend kam der Ort wieder an die Grafen von Katzenelnbogen und, nach deren Aussterben 1479, an die Landgrafen von Hessen. 1567 bis 1583 gehörte es zu Hessen-Rheinfels und dann zur Landgrafschaft Hessen-Kassel. Von 1806 bis 1813 war Lollschied als Teil des „pays réservé de Catzenellenbogen“ französisch. Nach kurzer erneuter Zugehörigkeit zu Hessen-Kassel ging das Dorf 1816 an das Herzogtum Nassau über und war dort dem Amt Nassau zugeordnet.
1842 brannte die Siedlung größtenteils nieder. Seit 1866 ist Lollschied Teil der preußischen Provinz Hessen-Nassau. Nach dem Ende des Ersten Weltkrieges besetzten 1918/1919 erst amerikanische, später französische Truppen den Ort. Diese blieben dort bis 1929. Im Jahr 1923 wurde Lollschied elektrifiziert. 1929 gab es im Ort das erste Radio, das sich in der Schule des Ortes befand.
Der Zweite Weltkrieg endete für Lollschied gegen 10:00 Uhr am 28. März 1945 mit dem Einmarsch amerikanischer Truppen. Lollschied gehörte ab Juni 1945 zur französischen Besatzungszone.
Seit 1946 ist der Ort Teil des Landes Rheinland-Pfalz, seit 1969 Teil des Rhein-Lahn-Kreises und seit 1972 Teil der Verbandsgemeinde Nassau, die zum 1. Januar 2019 mit Bad Ems zur Verbandsgemeinde Bad Ems-Nassau zusammengelegt wurde.
Die Einwohnerschaft entwickelte sich im 19. und 20. Jahrhundert wie folgt: 1818: 162 Einwohner, 1843: 216 Einwohner, 1927: 208 Einwohner, 1964: 203 Einwohner.

## Politik

### Gemeinderat
Der Gemeinderat in Lollschied besteht aus sechs Ratsmitgliedern, die bei der Kommunalwahl am 9. Juni 2024 in einer Mehrheitswahl gewählt wurden, und der ehrenamtlichen Ortsbürgermeisterin als Vorsitzender.

### Bürgermeister
Simone Mönnings wurde am 28. August 2024 Ortsbürgermeisterin von Lollschied. Da für die Direktwahl am 9. Juni 2024 kein gültiger Wahlvorschlag eingereicht wurde, oblag die Neuwahl des Bürgermeisters gemäß rheinland-pfälzischer Gemeindeordnung dem Rat, der sich auf seiner konstituierenden Sitzung für Simone Mönnings entschied.
Mönnings Vorgänger Sebastian Hennig hatte das Amt am 28. Januar 2022 übernommen. Da für eine am 21. November 2021 geplante Direktwahl kein Wahlvorschlag eingereicht wurde, oblag die Neuwahl dem damaligen Rat, der sich für den bisherigen Ersten Beigeordneten entschied. Hennigs Vorgänger waren Harald Breidenbach, der das Amt nach seiner Direktwahl 2019 angetreten hatte, es aus persönlichen Gründen aber zum 31. August 2021 niederlegte, und zuvor seit 2009 Bernd von der Heydt, der 2019 nicht erneut kandidiert hatte.

## Vereine
Seit 1872 existiert der Männergesangsverein „Germania“.

## Wirtschaft
Lollschied ist heute fast eine reine Wohngemeinde. Die in der Vergangenheit dominierende Land- und Holzwirtschaft spielt keine große Rolle mehr.

## Sehenswürdigkeiten
- Die 400-jährige Eiche am Friedhof
- Das Rathaus mit Backhaus
- Die Stemmelmühle am Hasenbach
- Die Waldschmidtmühle am Dörsbach

Siehe auch
- Liste der Kulturdenkmäler in Lollschied
- Liste der Naturdenkmale in Lollschied